# Kelemen Endre (orvos, 1921–2000)
Kelemen Endre (Szekszárd, 1921. január 17. – Szekszárd, 2000. január 30.) magyar orvos, hematológus, címzetes egyetemi tanár. Az orvostudományok kandidátusa (1952), az orvostudományok doktora (1966). A Csontvelőátültetési Alapítvány elnöke.

## Életpályája
Kelemen József (1888–1944), Szekszárd tisztiorvosa és Kardos (Kaufmann) Klára (1897–1944) fiaként született. Elemi és középiskolai tanulmányait szülővárosában végezte el. 1938–1944 között a budapesti Pázmány Péter Tudományegyetem Orvostudományi Karának hallgatója volt. A második világháború idején szüleit és két testvérét, Istvánt (1919–1944) és Máriát (1922–1944) deportálták, s valamennyien a holokauszt áldozatai lettek. 1950-ben egyetemi magántanár lett. 1958-ban a SZOTE-ról eltávolították. 1958–1966 között a budapesti Orvostovábbképző Intézetben adjunktus, majd docens volt. 1966–67-ben Manchesterben volt ösztöndíjas. 1967–től a SOTE I. számú belgyógyászati klinika professzora lett. Az oktatástól eltiltották, klinikai tudományos tanácsadóként dolgozott. 1991–től az Országos Hematológiai Szakmai Kollégium elnöke volt. 1995-ben az első nemzetközi thrombopoetin-konferencia elnöke volt. 1996–tól a Német Hematológiai Társaság tiszteletbeli tagja volt.

### Munkássága
A második világháború után az első országos orvosi folyóirat alapítója és szerkesztője volt. A hazai Myelobromol nevű gyógyszer alkalmazásában új utakat nyitott. Ő végezte el Magyarországon az első sikeres csontvelő-átültetést, ennek előkészítésében a szokásos sugárzás helyett Myelobromolt használt. 1958-ban a vérlemezkék fajlagos regulátorának, az ún. thrombopoetinnek a felfedezője volt. Több mint 300 tudományos dolgozat szerzője.

## Művei
- Permeability in Acute Experimental Inflammatory Oedema (1960)
- Physiopathology and Therapy of Human Blood Diseases (1969)
- Atlas of Human Hemopoietic Development (1979)

## Díjai, elismerései
- Akadémiai Díj (1965)
- Hetényi Géza-emlékérem (1969)
- Jancsó Miklós-emlékérem (1985)
- Markusovszky-díj (1985)
- Szekszárd díszpolgára (1988)
- Semmelweis-emlékérem (1990)
- Marschalkó Tamás-emlékérem (1991)
- Széchenyi-díj (1992)
- Markhot Ferenc-emlékérem (1993)
- Eötvös József-koszorú (1995)
- Szent-Györgyi Albert-díj (1996)